# Oecetis kyane
Oecetis kyane là một loài Trichoptera trong họ Leptoceridae. Chúng phân bố ở vùng Indomalaya.